# Opius ajax
Opius ajax är en stekelart som beskrevs av Fischer 1968. Opius ajax ingår i släktet Opius och familjen bracksteklar. Inga underarter finns listade i Catalogue of Life.